# 齐志焜
齐志焜（1920年—？），男，北京人，中国飞机设计与制造专家，曾任122厂总工程师、科学技术委员会主任、研究员级高级工程师，中国航空学会常务理事。